# Apiculture urbaine
 (décembre 2024).
L'apiculture urbaine est l'élevage des abeilles en ville impliquant l'installation de ruches et de colonies d'abeilles en milieu urbain. Les ruches sont installées sur les toits des immeubles ou dans des jardins.

## Contexte de l'émergence du concept

### Rôle de la pollinisation
La pollinisation est un service écosystémique essentiel permettant la reproduction des plantes, cultivées et sauvages. La pollinisation est indispensable à la reproduction d'environ 80% des aliments que nous consommons. Parmi ces aliments, un quart est pollinisé par des animaux, appelés pollinisateurs. Environ 90% des pollinisateurs sont des abeilles, elles ont un rôle clé dans la pollinisation. La pollinisation est cruciale pour le maintien des ressources alimentaires. Elle représente un enjeu de conservation important.

### Syndrome d'effondrement des colonies d'abeilles
Depuis les années 1990, les populations d'abeilles sont en déclin. Cette diminution rapide et importante des colonies d'abeilles est appelée le "Syndrome d'Effondrement des Colonies d'Abeilles (ou Colony Collapse Disorder)". Ce déclin est en grande partie attribué à un parasite, le Varroa destructor.

### Autres dangers pour les abeilles
Les abeilles font face à d'autres menaces qui participent à leur déclin. En effet, la conversion des terres en zones agricole a changé l'environnement de l'abeille et son habitat, perdant ainsi leur site de nidification. L'intensification agricole a également entrainé l'augmentation de l'utilisation des pesticides. Ces produits, dont les néonicotinoïdes, sont néfastes pour les insectes pollinisateurs, et notamment pour les abeilles.
Les abeilles sont aussi confrontées à d'autres dangers tels que l'étalement urbain et l'urbanisation. En effet, ces deux phénomènes favorisent le changement d'utilisation des sols, ce qui est préjudiciable pour les abeilles.
Finalement, les populations d'abeilles sont aussi exposées à de nombreux autres dangers comme les maladies et les pathogènes.

### L'abeille, rôle éducatif et emblème de la biodiversité
Les abeilles sont perçues comme des symboles de la fragilité des écosystèmes. La disparition des abeilles et leur déclin est visible. C'est une indication d'une dégradation moins visible mais plus générale.
Les abeilles, par leur importance en tant que pollinisateurs, sont devenues les mascottes et les ambassadrices de la protection de la biodiversité. Elles reflètent une image du monde sauvage et de la nature.
Finalement, les abeilles jouent un rôle éducatif. Rôle porté par l'apiculture urbaine. C'est l'opportunité de sensibiliser les citadins sur la nécessité de conserver les abeilles, même en milieu urbain, mais aussi de les sensibiliser à l'animal, souvent confondus avec la guêpe.

## Les avantages du milieu urbain pour l'apiculture

### Milieux urbains: fort potentiel mellifère
La ville a un potentiel mellifère important, elle peut fournir des ressources alimentaires (pollen et nectar) aux pollinisateurs. Le pollen récolté par les insectes pollinisateurs leur permet de nourrir les différentes larves présentes dans la ruche. Le nectar, permet aux abeilles de produire du miel. En effet, en ville, il y a plus d'espèces végétales qu'on pourrait le croire.
Le milieu urbain présente une grande concentration d'espèces végétales, il est qualifié de point chaud de biodiversité d'espèces végétales. La forte présence de communauté végétales peut s'expliquer par la forte hétérogénéité des habitats dans les zones urbaines mais aussi par le nombre plus élevé d'espèces introduites en ville. De manière générale, les espaces verts urbains offrent une plus grande diversité de fleurs que les zones rurales. Le nombre élevé d'espèces végétales présentes en ville permet d'offrir assez de nourriture aux pollinisateurs. Même si les variétés horticoles présentes en ville ne produisent pas autant de pollen et de nectar que les plantes indigènes, c'est la combinaison des deux qui offre assez de nourriture aux pollinisateurs.
Le milieu urbain compte finalement plus d'espèces végétales que les zones rurales. Ainsi, la ville échappe à la monoculture et échappe ainsi à l'application intense de pesticides. Les pesticides ont plusieurs impacts négatifs sur les insectes. Notamment, ils perturbent leurs mécanismes physiologiques, ils modifient leurs recherches de nourriture et leur butinage mais ils influencent aussi leur comportement alimentaire.

### Accessibilité des ressources en milieu urbain
En ville, les températures sont plus supérieures de quelques degrés par rapport au milieu rural. La température plus élevée permet d'allonger la floraison des différentes plantes présentes et donc d'allonger la période pendant laquelle les abeilles vont pouvoir butiner. En effet, les abeilles ne peuvent sortir à l'extérieur de la ruche pour travailler seulement si la température extérieure est supérieure à environ 12 °C. La température plus élevée en milieu urbain permet aux abeilles d'être active quelques instants en plus chaque jour, favorisant ainsi leur butinage.

## Les contraintes du milieu urbain pour l'apiculture
Plusieurs contraintes de ce mode de production peuvent être observées.
Premièrement, les contraintes liées aux apiculteurs sont nombreuses. En effet, alors que les ruchers se composent normalement de dizaines de ruches, les ruchers en milieu urbain comprennent rarement autant de ruches. Suivant ce seul constat, il est difficile pour l’apiculteur de pouvoir se rémunérer de façon juste.
Cependant, en Europe, les apiculteurs ruraux ne sont pas seulement rémunérés pour le miel produit. Ils sont aussi rémunérés en fonction du soutien environnemental rendu. C’est-à-dire qu’un apiculteur peut, par exemple, être rémunéré pour son rôle dans le maintien de la pollinisation. En Europe, ce cas est possible grâce à la politique agricole commune de l’Union Européenne (PAC) qui peut libérer des fonds sous forme de mesure agro-environnementale (MAE). Afin de rendre l’apiculture urbaine rentable, il pourrait être intéressant de transférer ce modèle au milieu urbain.
Ensuite, une autre contrainte rencontrée par les apiculteurs urbains concerne l’accessibilité des ruches. Les ruches en milieu urbain sont souvent situées sur des toits, ce qui rends leur accès difficile. Bien sûr, d’autres contraintes liées au milieu urbain peuvent s’appliquer, tels que la possibilité de stationner en ville, à proximité des ruches
Les contraintes s’appliquant à l’apiculture urbaine ne concernent pas seulement les apiculteurs. En effet, une des principales contraintes est la pollution. De nombreuses études ont déjà montré les effets des néonicotinoïdes utilisés en agriculture dans la santé des abeilles en milieu rural. Cependant, l'impact en milieu urbain est moins documenté. Les abeilles vont absorber des polluants lors de leur butinage. Les polluants sont, par exemple, présents dans l’air, le pollen, le nectar et l’eau. Différentes analyses ont permis de montrer que différents polluants avaient pu être identifiés chez les abeilles : métaux lourds, produits utilisés dans le secteur de l’industrie, pesticides, particules du trafic routier…. Ces polluants peuvent également se retrouver dans le miel produit en milieu urbain.

## Les défis de l'apiculture urbaine
Un des défis principaux de l’apiculture urbaine est l’impact de l’introduction d’abeilles à miel ou abeilles domestique (Apis Mellifera) sur les populations de pollinisateurs déjà très présents en milieu urbain. On retrouve notamment des papillons, des syrphes…
L’introduction d’une trop grande densité d’abeille à miel peut nuire à une pollinisation efficace. Lorsqu'elle se nourrit, Apis Mellifera, humidifie le pollen lorsqu’elle se nourrit ce qui provoque une perte de la capacité germinative du pollen. De plus, des études ont montrées qu’une forte abondance de pollinisateurs endommageait les stigmates des fleurs (leur organe reproductif), rendant alors leur reproduction impossible.
Les abeilles domestiques produisent du miel, au contraire des autres pollinisateurs, ce qui favorise leur introduction en milieu urbain pour des raisons économiques. Cet aspect économique est important à prendre en compte puisque c’est ce qui pousse largement à utiliser les abeilles domestiques comme pollinisateur principal. Une forte introduction d’abeilles domestiques peut entraîner des risques d’homogénéisation des populations de pollinisateurs en ville et intensifier la compétition entre les pollinisateurs pour l’accès aux ressources en commun.

## La réglementation de l'apiculture urbaine
Une étude scientifique concernant la réglementation liée à l’apiculture urbaine a été menée dans 8 pays. Elle a révélée qu’il n’existait pas de règles au niveau national qui régisse l’apiculture en ville (Tableau 1). Pourtant, ces 8 pays présentent tous un nombre important de ruches en milieu urbain. Les règlements sur l’apiculture urbaine sont principalement établis au niveau des municipalités ou encore au niveau de la province ou de la région. Cependant, la grande majorité des réglementations ont été établis par des ONG (dans 6 pays sur 8).
|                  | National | Régional | Municipalités | ONG |
| ---------------- | -------- | -------- | ------------- | --- |
| Royaume-Uni      | -        | -        | -             | +   |
| Afrique du Sud   | -        | -        | +             | +   |
| Etats-Unis       | -        | -        | +             | +   |
| Canada           | -        | +        | +             | +   |
| Australie        | -        | +        | +             | +   |
| Nouvelle-Zélande | -        | +        | +             | +   |
| Singapour        | -        | -        | -             | -   |
| Japon            | -        | -        | -             | -   |

Tableau 1 : Représentation des différents niveaux de lois établies dans les pays disposant d'apiculture urbaine (un symbole "-" symbolise l'absence de lois, un symbole "+" symbolise la présence de lois). Tableau tiré de Tomonori Matsuzawa et Ryo Kohsaka, « État et tendances des régulations de l'apiculture urbaine : Une revue mondiale », Earth, vol. 2, no 4,‎ décembre 2021, p. 933–942  (ISSN 2673-4834), DOI 10.3390/earth2040054, consulté le 19 novembre 2024.
Différentes catégories de règles et de lois des 8 pays ont pu être identifiées. Les règlements établis par les lois concernent le nombre et la densité de ruches présentes, les différentes restrictions sur les aires mais aussi l’accès à une source d’eau pour les abeilles (Tableau 2).
| Elément réglementaire       | Règle                                                                 | Diversité |
| --------------------------- | --------------------------------------------------------------------- | --- |
| Nombre et densité de ruches | Nombre de ruches pouvant être placées dans un rucher                  | Limite du nombre/densité par surface minimale (de 1 à illimité)                                                      |
| Aires de restriction        | Restrictions sur les zones où placer les nichoirs                     | Restreint à certaines zones résidentielles et commerciales à possible dans l'ensemble de la zone                     |
| Installation de barrières   | Clôture entourant la ruche pour guider les abeilles vers le haut      | Matériaux (planches et haies); hauteur de la clôture de 0,91 à 3,05 mètres; 1,83 mètre est la règle la plus courante |
| Contraintes                 | Eloigner les ruches des résidences, des routes et des espaces publics | Distance de 0,3 à 304,8 mètres; 7,62 mètres est la règle la plus courante                                            |
| Approvisionnement en eau    | Installation d'un point d'eau                                         | De 0,3 à 9,14 mètres ; aucune limite de distance est aussi courante                                                  |

Tableau 2 : Catégorisation des différentes lois qui existent sur l'apiculture urbaine niveaux. Tableau tiré de Tomonori Matsuzawa et Ryo Kohsaka, « État et tendances des régulations de l'apiculture urbaine : Une revue mondiale », Earth, vol. 2, no 4,‎ décembre 2021, p. 933–942  (ISSN 2673-4834), DOI 10.3390/earth2040054, consulté le 19 novembre 2024.
Ces différents règlements peuvent être discordants entre pays. Par exemple, la densité de ruche, définie comme le nombre maximal de ruches qui peuvent être présentes sur une zone, est définie en nombre ou en pourcentage selon les pays. Cependant, le nombre minimal de ruches qui doivent être présentes sur une zone n’est pas systématiquement défini. Finalement, les différentes réglementations se concentrent surtout sur la sécurité des citadins plutôt que sur l’aspect écologique ou de production de miel.

### Exemples de cadres réglementaires de l'apiculture urbaine

#### Le cas de Paris
En France, les abeilles sont classées comme des animaux domestique au niveau juridique. Cela leur confère un statut renforcé en matière de protection.
De plus, chaque année, afin d’installer une ruche à Paris, il est nécessaire de déclarer le nombre de ruches ainsi que leur emplacement à la Direction départementale des populations (DDPP).
Il est aussi nécessaire de se déclarer auprès de la Ville de Paris, qui pourra ensuite donner son accord final.

#### Le cas du Québec
Au Québec, la loi sur la protection sanitaire des animaux permet de régir l’apiculture. Néanmoins, certains considèrent que cette loi n’est pas adaptée à un contexte urbain. Les villes concernées par l’apiculture urbaine, comme Montréal concentrent leur réglementation sur la sécurité des citadins.
Finalement, au Québec, c’est la réglementation provinciale qui s’applique. Les quelques règles s’appliquant à l’apiculture urbaine concernent l’emplacement du rucher (garder une distance de 15 mètres d’un lieu public ou d’une habitation), et le matériel utilisés (certains types de ruche sont interdits au Québec).

## Lieu d'implantation des ruches en milieu urbain
Afin de réussir à implanter des ruches en ville, trois types d’espaces sont à favoriser : les espaces verts publics ou privés, les toits ou encore les espaces verts interstitiels, petits espaces très présents en zone urbaine, peuvent être aménagés.
En fonction du lieu, différentes règles d’installation sont à prendre en compte.
En France, la Ville de Paris a par exemple établi quatre conditions à respecter lors de l’installation d’une ruche :
- Nécessité d’avoir une disponibilité d’aliments à moins de 3 km de la ruche
- Absence d’industries à proximité qui pourraient attirer les abeilles
- Pas d’autres ruches présentes sur la zone
- Nécessité d’entourer le rucher par au moins un « obstacle continue d’au moins deux mètres de haut »[8].

Au Québec, les conditions d’installation sont un peu différentes :
- La zone doit être facilement accessible afin de permettre un entretien régulier des ruches
- Elle doit être proche d’un point d’eau
- La trajectoire de vol des insectes ne doit pas déranger les citadins aux alentours
- La ruche doit être surélevée et « dirigée vers le sud-est »

Afin d’installer des ruches en ville, il est alors nécessaire de s’informer sur les conditions établies dans la ville d’intérêt concernant l’installation d’une ruche.

## Exemple de projet et d'entreprises d'apiculture urbaine

### Alvéole
Alvéole est une entreprise fondée en 2013 à Montréal. Cette entreprise propose un service d’aide afin d’installer des ruches en milieu urbain. Ces projets d’apiculture urbaine sont portées par des entreprises ou encore des écoles. Alvéole a pour mission de rapprocher les citoyens de la nature. Alvéole a plusieurs missions :
Premièrement, cette entreprise veux pouvoir sensibiliser la population à l’importance de la biodiversité en ville, mais aussi à l’importance de la pollinisation et des abeilles.
Ensuite, Alvéole offre un service de gestion des ruches. Des apiculteurs viennent entretenir les ruches et récolter le miel. Les comptes-rendus des différentes visites sont recensées sur une plateforme « MaRuche ».
Afin d’inciter les entreprises à investir dans l’apiculture urbaine grâce à l’entreprise Alvéole, des indicateurs permettant de voir directement les impacts de l’installation des ruches ont été mis en place. Ainsi, les entreprises ayant décidé d’installer des ruches sur leur toit peuvent mettre en avant leur démarche environnementale.
Aujourd’hui, Alvéole est implantée dans plus de 60 villes en Amérique du Nord et en Europe.

## Quelle évolution de l'apiculture urbaine?
Ces dernières années, l’apiculture urbaine à connu un bond immense. Beaucoup d’initiatives sont nées et ont pris place, grâce à des entreprises, des acteurs locaux ou même des habitants. La multiplicité d’acteurs favorise les initiatives de projets concernant l’apiculture urbaine.
Cependant, le sujet de l’apiculture urbaine est source de conflit. En effet, alors que des villes comme Paris tentent d’obtenir des certifications pour le miel qui y est produit, des études montrent que la ressource floristique est finalement trop limitée en ville et que cela crée une compétition importante entre les pollinisateurs pour l’accès à la ressource. De plus, plusieurs études mentionnent les impacts de l’introduction d’abeilles à miel (abeille domestique) en ville.
Si l’apiculture urbaine tend à augmenter dans les villes, il faut prendre en compte la menace des parasites auxquels les abeilles sont sensibles. En effet, l’abeille domestique est le vecteur de champignons comme la loque ou encore de pathologies comme le Varroa destructor. L’introduction massive d’abeille à miel peut alors avoir un impact négatif. Pour le moment, ces pathologies ne sont pas présentes en ville.
Finalement, l’apiculture urbaine est parfois décrite comme une tendance liée à une prise de conscience écologique qui peut être éphémère. De plus, certains soulignent que des entreprises n’hésitent pas à se servir de ce phénomène à des fins marketing, favorisant ainsi le « greenwashing ».

## Quelques chiffres
- Nombre de sites d'apiculture urbaine par pays en 2021[12] :

| Région    | Pays                   | Nombre de sites |
| --------- | ---------------------- | --------------- |
| Amériques | Canada                 | 8               |
| Amériques | États-Unis             | 8               |
| Amériques | Brésil                 | 2               |
| Amériques | République dominicaine | 1               |
| Amériques | Mexique                | 1               |
| Amériques | Uruguay                | 1               |
| Asie      | Corée du Sud           | 3               |
| Asie      | Singapour              | 2               |
| Asie      | Cambodge               | 1               |
| Asie      | Hong Kong/Chine        | 1               |
| Asie      | Inde                   | 2               |
| Asie      | Indonésie              | 1               |
| Asie      | Israël                 | 1               |
| Asie      | Malaisie               | 1               |
| Asie      | Philippines            | 1               |
| Asie      | Taïwan/Chine           | 1               |
| Asie      | Thaïlande              | 1               |
| Europe    | Royaume-Uni            | 15              |
| Europe    | Allemagne              | 8               |
| Europe    | Pays-Bas               | 4               |
| Europe    | Italie                 | 3               |
| Europe    | Autriche               | 2               |
| Europe    | Belgique               | 2               |
| Europe    | France                 | 2               |
| Europe    | Pologne                | 2               |
| Europe    | Slovénie               | 2               |
| Europe    | Croatie                | 1               |
| Europe    | République tchèque     | 1               |
| Europe    | Danemark               | 1               |
| Europe    | Estonie                | 1               |
| Europe    | Finlande               | 1               |
| Europe    | Géorgie                | 1               |
| Europe    | Irlande                | 1               |
| Europe    | Lettonie               | 1               |
| Europe    | Luxembourg             | 1               |
| Europe    | Norvège                | 1               |
| Europe    | Serbie                 | 1               |
| Europe    | Slovaquie              | 1               |
| Europe    | Espagne                | 1               |
| Europe    | Suède                  | 1               |
| Océanie   | Australie              | 7               |
| Océanie   | Nouvelle-Zélande       | 3               |
| Afrique   | Afrique du Sud         | 1               |
| Total     | 43 pays                | 101             |

Tableau 3 : Nombre de site d'apiculture urbaine par pays. Tableau tiré de Tomonori Matsuzawa et Ryo Kohsaka, « État et tendances des régulations de l'apiculture urbaine : Une revue mondiale », Earth, vol. 2, no 4,‎ décembre 2021, p. 933–942  (ISSN 2673-4834), DOI 10.3390/earth2040054, consulté le 19 novembre 2024.
- À Paris, on comptait environ 200 à 300 ruches en 2010. En 2015, ce chiffre passait à 600 ruches, ce qui représentait 4,3 km². Aujourd'hui, on peut compter environ 1500 ruches à Paris.